# Піхотна зброя Румунії (1878—1948)
Після того як Румунія стала незалежною, основу стрілецького озброєння складали турецькі зразки — наприклад, гвинтівка Turk M1867. В 1886 була прийнята на озброєння нова гвинтівка — австрійська Штейер M1893.
Після вступу країни до Першої Світової війна на боці Антанти вона отримала велику кількість зброї у якості допомоги: російські гвинтівки Мосіна, французькі M07/15 Berthiers. На той час на озброєння також були прийняті трофейні Манліхер M95 8x50mmR як австро-угорського, так і болгарського зразка. На кінець війни стандартними гвинтівками румунської армії були: німецькі Gew.98 та Kar.98AZ, російські Мосін M1891, австро-угорські Манліхер M1895,M1888/90, а також французькі M07 та M05/15.
В кінці 1930-х років основною гвинтівкою було обрано чеську Vz.24 Mauser, також почалась поставка кулеметів ZB-30 та ZB-37.
В 1941 Румунія на стороні Німеччини брала участь в радянсько-німецькій війні. З того часу в країну пішла зброя німецького зразку.
Після закінчення війни в 1947 румунська армія була реорганізована за радянським зразком. На той час на озброєнні знаходились чеські гвинтівки Vz.24, німецькі G33/40, Kar.98k, Walter G43/K43, G98/40, 43M, 35M, радянські Мосіна M91/30, M38, а також СВТ-40. З пістолетів- кулеметів у наявності були MP43 та StG-44.

## Пістолети
| Модель           | Калібр    | Країна походження |
| Beretta М1934    | 9mm Scurt | Італія            |
| Browning 1910/22 | 9mm Short | Бельгія           |
| DWM P-08 Luger   | 9mm       | Німеччина         |
| Вальтер P-38     | 9mm       | Німеччина         |
| Наган 1895       | 7.62mm    | Росія             |
| Steyr 1912       | 9mm long  | Австро-Угорщина   |
| Токарев ТТ-33    | 7.62mm    | СРСР              |
| Вальтер PPK 1931 | 7.65mm    | Німеччина         |
| Вальтер PP 1927  | 7.65mm    | Німеччина         |

## Гвинтівки
| Модель                 | Калібр    | Країна походження       |
| Berthier M07           | 8mm Lebel | Франція                 |
| Berthier M07/15        | 8mm Lebel | Франція                 |
| Gew 98                 | 8x57mm    | Німеччина               |
| G33/40                 | 8x57mm    | Німеччина               |
| G43                    | 8x57mm    | Німеччина               |
| G98/40                 | 8x57mm    | Німеччина               |
| Kar98AZ                | 8x57mm    | Німеччина               |
| Mannlicher Steyr M1895 | 8x50mm    | Австро-Угорщина         |
| Mannlicher Steyr M1893 | 6.5mm     | Австро-Угорщина         |
| Martini Peabody M1874  | 11mm      | Велика Британія         |
| Мосін M91/30           | 7.62x54R  | Російська імперія, СРСР |
| Мосін M91              | 7.62x54R  | Російська імперія, СРСР |
| Токарев СВТ-40         | 7.62x54R  | СРСР                    |
| BRNO VZ24              | 8x57mm    | Чехословаччина          |

## Пістолети— кулемети
| Модель        | Калібр | Країна походження |
| Beretta 38A   | 9mm    | Італія            |
| Beretta 38/42 | 9mm    | Італія            |
| MP28          | 9mm    | Німеччина         |
| MP40          | 9mm    | Німеччина         |
| MP41          | 9mm    | Німеччина         |
| MP43          | 9mm    | Німеччина         |
| Orta 1941     | 9mm    | Румунія           |
| ППД-40        | 7.62mm | СРСР              |
| ППШ-41        | 7.62mm | СРСР              |
| ППС-43        | 7.62mm | СРСР              |
| STG44         |        | Німеччина         |

## Кулемети
| Модель                | Калібр        | Країна походження |
| CSRG Mle 1918         | 8mm Lebel     | Франція           |
| ДП 1928               | 7.62mm        | СРСР              |
| Steyr Slothrum 31M    | 7.92mm & 8x56 | Австрія           |
| ZB 1930               | 8x57mm        | Чехословаччина    |
| St. Entinne Mle. 1907 | 8x50 Lebel    | Франція           |
| DWM Maxim             | 8x50mm        | Болгарія          |
| MG 34                 | 8x57mm        | Німеччина         |
| MG 42                 | 8x57mm        | Німеччина         |
| Schwarzlose 1907/12   | 8x57mm        | Австро-Угорщина   |
| Maxim MG08            | 8x57mm        | Німеччина         |
| ZB M53                | 8x57mm        | Чехословаччина    |